# 雷虎科技
雷虎科技股份有限公司（英語：Thunder Tiger, TT）簡稱雷虎, 是臺灣一家無線電遙控企業，創立於1979年，專營各種模型及遙控飛機、車、船、直昇機及其零配件。於2007年6月21日正式於臺灣證券交易所掛牌上市(臺證所：8033)，是全球無線電遙控產業第一家股票上市公司。

## 簡介
雷虎以經營玩具模型起家，近年來轉型為智能化科技無人載具，並與國內外多個科研單位合作。雷虎董事長陳冠如為耐斯企業總裁陳哲芳之次子，台灣第一生化科技為雷虎大股東之一，愛之味(臺證所：1217)董事長陳冠翰為陳冠如之胞弟。

## 企業沿革
- 1974年，成立「雷虎科學模型專賣店」。
- 1979年，成立「雷虎模型有限公司」。
- 1984年，變更為「雷虎模型股份有限公司」。
- 1991年，設廠於台中縣神岡鄉，主要生產模型飛機。
- 1994年，在美國設立子公司。
- 2005年，股票正式於櫃買中心掛牌上櫃(代號：8033)。
- 2007年，由櫃買中心改為臺灣證券交易所掛牌上市(臺證所：8033)。
- 2012年，轉型醫療器材產業，成立「雷虎生技股份有限公司」[4]。
- 2014年，加入國立成功大學前瞻醫療器材科技中心及國科會產學小聯盟。
- 2015年，「雷虎生技股份有限公司」正式於櫃買中心掛牌上櫃(櫃買中心：6493)。
- 2016年，與逢甲大學共同發表「電動雙旋翼無人直升機」[5]。
- 2017年，與德國Graupner Ceo公司合作，擴展銷售至西歐地區[6]。
- 2018年，與新加坡氫燃料電池開發商 SPECTRONIK合作發表全球首款氫燃料電池無人直升機[7]。
- 2020年，與耐斯企業旗下台灣第一生化科技合作成立無菌包材廠，協助第一生技製造瓶蓋。
- 2020年，與中華電信合作參與漢光演習，推出「軍規版緊急空中基地台系統」[8]。
- 2021年，取得中華電信機動式防救災行動通訊平台(無人機)採購案[9]。
- 2021年，獲得Hoonigan Industires授權製造遙控賽車模型。

## 建造船舶
- 海鯊號無人艇

## 榮譽
- 2017年，｢CX-180TVR無人機」榮獲台灣精品銀質獎[10]。
- 2019年，｢海龍號加長型水下探勘六軸無人潛艇」榮獲台灣精品金質獎[11]。
- 2020年，｢海龍號聲納掃描八軸水下機器人」榮獲台灣精品銀質獎[12]。

## 外部連結
- 雷虎科技官網 （页面存档备份，存于）
- 雷虎科技FB粉絲專頁 （页面存档备份，存于）